# Joep van der Sluijs
Joep van der Sluijs (Druten, 1 december 2001) is een Nederlandse professioneel voetballer, die bij voorkeur als aanvallende middenvelder speelt. Hij komt uit voor FC Dordrecht.

## Clubcarrière

### N.E.C.
Van der Sluijs speelde in de jeugd van DIO '30 en maakte in 2018 de overstap naar N.E.C.. In de zomer van 2020 werd Van der Sluijs door trainer Rogier Meijer bij het eerste elftal van N.E.C. gehaald. Hij ging spelen met rugnummer 20. Op 11 september maakte hij in de met 2-1 gewonnen wedstrijd tegen Jong Ajax zijn debuut voor N.E.C. Hij viel in voor Ayman Sellouf. Op 3 oktober scoorde hij zijn eerste doelpunt in het betaald voetbal in de met 6-0 gewonnen thuiswedstrijd tegen FC Eindhoven. Op 15 januari 2021 verlengde hij zijn contract tot de zomer van 2023. Op 23 mei promoveerde Van der Sluijs met N.E.C. naar de Eredivisie, door in de finale van de play-offs NAC Breda met 1-2 te verslaan.

### TOP Oss
In het seizoen 2022/23 speelde hij op huurbasis voor TOP Oss in de Eerste divisie. Hij maakte zijn debuut in de eerste speelronde tegen Jong FC Utrecht (2-0). Van der Sluijs mocht in de basis beginnen, maar werd na 65 minuten gewisseld voor Richie Musaba. Van der Sluijs kwam in 16 wedstrijd slechts op één assist, tegen FC Eindhoven op 14 oktober 2022 (1-2). Vlak na rust scoorde Toshio Lake de aansluitingstreffer. Van der Sluijs was een vaste basisspeler voor het elftal van Kristof Aelbrecht, maar raakte in de tweede seizoenshelft geblesseerd. Hierna liep zijn contract af. Op 24 augustus 2023 ondertekende hij een eenjarig contract met een optie op nog een seizoen bij Feyenoord waar hij voor het onder 21 team ging spelen.

### FC Dordrecht
Medio 2024 maakte Van der Sluijs de overstap naar FC Dordrecht, waar hij in de eerste speelronde meteen zijn debuut maakte tegen FC Emmen (2-1). Hij startte in de basis, maar werd na 68 minuten gewisseld voor Joseph Amuzu. Op 30 augustus, tegen SC Cambuur, gaf hij zijn eerste assist en maakte hij zijn eerste doelpunt voor de club. In de 14e minuut gaf hij de hoekschop, die ingekopt werd door Devin Haen. Drie minuten later trof hij zelf doel, op aangeven van Rocco Robert Shein. Op 20 september, tegen Excelsior Rotterdam (2-2), pakte Van der Sluijs een rode kaart voor een harde tackle op Django Warmerdam. Hij werd twee wedstrijden geschorst.

## Clubstatistieken
| Seizoen                                 | Club            | Competitie      | Competitie | Competitie | Beker | Beker | Overig | Overig | Totaal | Totaal |
| Seizoen                                 | Club            | Competitie      | Wed.       | Dlp.       | Wed.  | Dlp.  | Wed.   | Dlp.   | Wed.   | Dlp.   |
| --------------------------------------- | --------------- | --------------- | ---------- | ---------- | ----- | ----- | ------ | ------ | ------ | ------ |
| 2020/21                                 | N.E.C.          | Eerste Divisie  | 20         | 2          | 0     | 0     | 0      | 0      | 20     | 2      |
| 2021/22                                 | N.E.C.          | Eredivisie      | 0          | 0          | 0     | 0     | 0      | 0      | 0      | 0      |
| 2022/23                                 | → TOP Oss       | Eerste Divisie  | 15         | 0          | 1     | 0     | 0      | 0      | 16     | 0      |
| 2023/24                                 | Feyenoord -21   | Eredivisie -21  | 15         | 12         | 0     | 0     | 1      | 0      | 16     | 12     |
| 2024/25                                 | FC Dordrecht    | Eerste Divisie  | 2          | 0          | 0     | 0     | 0      | 0      | 2      | 0      |
| Carrière totaal                         | Carrière totaal | Carrière totaal | 52         | 14         | 1     | 0     | 1      | 0      | 54     | 14     |
| Bijgewerkt tot en met 21 augustus 2024. |                 |                 |            |            |       |       |        |        |        |        |

## Persoonlijk
Hij is een kleinzoon van Gerrie Gerrits die in het seizoen 1966/67 voor N.E.C. speelde.